# Altes Schloss Andelfingen
Das Alte Schloss Andelfingen ist eine abgegangene mittelalterliche Niederungsburg in Andelfingen im Kanton Zürich in der Schweiz, die später zu einem Schloss umgebaut wurde. Nach mehreren Bränden wurde die Anlage abgetragen und durch das Wohnhaus Alte Kanzlei ersetzt. Seine ursprüngliche Funktion wurde bereits im 17. Jh. durch das neue Schloss Andelfingen übernommen.

## Lage
Der Burg stand im Zentrum von Andelfingen 100 m nördlich der Kirche auf einem Geländevorsprung über dem Wildbach. Bergseitig war sie durch einen Burggraben geschützt, der ungefähr den Verlauf der Schlossgasse hatte.

## Geschichte
Die Andelfinger wurden erstmals 1102 in einem Rechtsgeschäftes zwischen den Zähringern und den Grafen von Nellenburg erwähnt, wo ein Eberhart de Andelvingon ein Zeuge war. Es bestand keine Verbindung zu den Andelfingern aus dem württembergischen Riedlingen, die Besitzungen in Schlatt im Kanton Thurgau hatten. Die Andelfinger waren Ministeriale ohne Rittertitel, die erst bei den Kyburgern, dann bei den Habsburgern im Dienste standen.
Es gibt keine direkte Hinweise, dass die Andelfinger wirklich in Andelfingen ihre Burg hatten, anderseits gibt es keine plausible Alternative für die Burgherren. 1361 wird die Anlage indirekt in einer Lehensurkunde erwähnt, wo von einem Acker lyt by dem burglin geschrieben wird. Im 13. Jh. gehörte Andelfingen zum habsburgischen Amt Diessenhofen, das im 14. Jh. nach und nach verpfändet wurde. 1371 lösten die Habsburger Pfänder aus und schufen mit den zurückgeholten Besitzungen die Herrschaft Andelfingen. Diese umfasste neben Andelfingen selbst die Dörfer Ossingen, Dörflingen, Guntalingen und Waltalingen, über die die Habsburger jeweils die hohe und die niedere Gerichtsbarkeit hatten. Sechs Jahre später mussten die Habsburger die erst geschaffene Herrschaft wiederum verpfänden. Neuer Besitzer wurde Hug von Hohenlandenberg, der auf der Burg einen Vogt einsetzte. 1407 brandschatzen das Thurtal abwärts ziehende Appenzeller die Herrschaft Andelfingen. Auf Druck von Kaiser Sigismund mussten die Hohenlandenberger die Herrschaft an Zürich abgeben.
Unter der Herrschaft von Zürich wurde Andelfingen zuerst als Obervogtei, später als Landvogtei geführt. Die Burg wurde daraufhin zu einem standesgemässen Landvogtsitz umgestaltet. In den Jahren 1613 und 1614 wurde ungefähr 200 Meter östlich des bestehenden Schlosses ein neues repräsentatives Schloss gebaut. Trotzdem wurde die teilweise zum Wildbach hin abgerutschte Ringmauer am alten Schloss ausgebessert.
Bei einem Brand im Jahr 1625 wurde ein Teil des alten Schlosses zerstört, wobei vor allem das Badehaus und die Umfassungsmauer zu Schaden kam. 1631 wurde bei einem abermaligen Brand das Wohnhaus zerstört. Auf den Brandruinen des alten Schlosses wurde daraufhin ein Herrschaftshaus gebaut, das der Sitz des Landschreibers wurde. Die Liegenschaft befand sich 2016 immer noch im Besitz von Nachkommen von Johann Jakob Siegfried, der 1856 Landschreiber war.

## Bauwerk
Die Burg bestand aus einem Turm mit Wohnhaus und war von einer Ringmauer umgeben. Im Burghof befand sich ein Brunnen. Der Turm hatte 90 Zentimeter dicke Mauern. Im 17. Jh. wurde auf den Resten des niedergebrannten Wohnhauses die Kanzlei errichtet. 1697 wurde die Kanzlei mit einem südlichen Anbau versehen. 1725 wurde das alte Schloss mit einem französischen Garten ergänzt.